# NGC 171
NGC 171 es una galaxia espiral localizada en la constelación de Cetus. Tiene doble entrada en el Nuevo Catálogo General; por ello, tanto NGC 171 como NGC 175 se refieren a ella.